# Rafael Ramos de Lima
Rafael Ramos de Lima (Florianópolis, 8 marzo 1986) è un ex calciatore brasiliano, di ruolo difensore.

## Carriera

### Club
Con la Chapecoense ha esordito in Série A nel 2014. Si è salvato dal disastro LaMia Airlines 2933 che colpì la Chapecoense il 29 novembre 2016 in quanto non convocato.

## Palmarès

### Club

#### Competizioni statali
- Campionato Catarinense: 1

Chapecoense: 2016

#### Competizioni internazionali
- Coppa Sudamericana: 1

Chapecoense: 2016